# Do króla
Do króla – satyra Ignacego Krasickiego, otwierająca wydany w roku 1779 cykl „Satyr” (część I).
Postać przemawiająca w utworze przedstawia się jako poeta-autor, ganiący człowiecze wady i błędy, ale nie osoby. Traktuje adresata, Stanisława Augusta Poniatowskiego, bez uniżoności i dystansu. Przypomina mu, że piastowana przezeń wysoka godność jest szczególnym zobowiązaniem.
Satyra podejmuje wielorakie zarzuty stawiane królowi przez dużą część szlacheckiej opinii publicznej, aby w misternie skonstruowanym wywodzie, nacechowanym ironią i pozorną niejednoznacznością, zasugerować ich bezpodstawność, nietrafność, paradoksalność, a nawet absurdalność wynikającą z bezmyślnego przyjmowania stereotypów i potocznych przekonań. Naśladując głos cudzy (mowa pozornie zależna), poeta jednocześnie dyskredytuje wypowiadane tym głosem racje i w efekcie przedstawia dyskretną i subtelną pochwałę, podnosząca przede wszystkim zasługi króla dla kraju, niemającą nic wspólnego z panegiryzmem, który zostaje potępiony. Jednak jest to zarazem pochwała zastanawiająca i trochę przewrotna, bowiem zwraca uwagę na ambiwalentność niektórych opinii krytyków władcy (np. „Żaden się naród księgą w moc nie przysposobił”), w których można dostrzec współistnienie różnych racji. Taki sposób mówienia poetyckiego (pozornej przygany, zwracający uwagę na walory i zasługi bohatera) był w polskiej literaturze nowością, przez niektórych ówczesnych odbiorców nie został zrozumiany.